# Ранчени (Васлуј)
Ранчени (рум. Rânceni) насеље је у Румунији у округу Васлуј у општини Березени. Oпштина се налази на надморској висини од 48 m.

## Становништво
Према подацима из 2002. године у насељу је живело 655 становника, од којих су сви румунске националности.